# Guglielmo di Baden
Guglielmo di Baden (Karlsruhe, 8 aprile 1792 – Karlsruhe, 11 ottobre 1859) era il secondo dei figli di Carlo Federico, Granduca di Baden e della sua seconda moglie, Luisa Carolina, Baronessa Geyer von Geyersberg, figlia del Ten. Col. Barone Luigi Enrico Filippo Geyer di Geyersberg e di sua moglie, la Contessa Maximiliana Christiane di Sponeck. Poiché il matrimonio con Luisa fu considerato dal Casato di Baden come morganatico, Guglielmo, per un certo periodo, non ebbe diritti di successione al Granducato.

## Matrimonio e figli
Egli sposò Elisabetta Alessandrina di Württemberg (27 febbraio 1802 - 5 dicembre 1864) il 16 ottobre 1830. Ella era figlia Duca Ludovico Federico Alessandro di Württemberg. La coppia ebbe i seguenti figli:
- Principessa Enrichetta (7 maggio 1833 - 7 agosto 1834)
- Principessa Sofia (7 agosto 1834 - 6 aprile 1904), sposò il Principe Valdemaro di Lippe il 9 novembre 1858.
- Principessa Elisabetta (18 dicembre 1835 - 15 maggio 1891)
- Principessa Leopoldina (22 febbraio 1837 - 23 dicembre 1903), sposò il Principe Ermanno di Hohenlohe-Langenburg il 24 settembre 1862.

## Ascendenza
|                                      |                                         |                                         | Genitori                            |  |  | Nonni |  |  | Bisnonni                             |  |  | Trisnonni                     |  |
|                                      |                                         |                                         |                                     |  |  |       |  |  | Carlo III Guglielmo di Baden-Durlach |  |  | Federico VII di Baden-Durlach |  |
|                                      |                                         |                                         |                                     |  |  |       |  |  | Carlo III Guglielmo di Baden-Durlach |  |  | Federico VII di Baden-Durlach |  |
|                                      |                                         | Augusta Maria di Holstein-Gottorp       |                                     |  |  |       |  |  | Carlo III Guglielmo di Baden-Durlach |  |  |                               |  |
| Federico di Baden-Durlach            |                                         |                                         |                                     |  |  |       |  |  | Carlo III Guglielmo di Baden-Durlach |  |  |                               |  |
|                                      |                                         | Maddalena Guglielmina di Württemberg    | Guglielmo Ludovico di Württemberg   |  |  |       |  |  |                                      |  |  |                               |  |
|                                      |                                         | Maddalena Guglielmina di Württemberg    | Guglielmo Ludovico di Württemberg   |  |  |       |  |  |                                      |  |  |                               |  |
|                                      |                                         | Maddalena Guglielmina di Württemberg    | Maddalena Sibilla d'Assia-Darmstadt |  |  |       |  |  |                                      |  |  |                               |  |
| Carlo Federico di Baden              |                                         | Maddalena Guglielmina di Württemberg    |                                     |  |  |       |  |  |                                      |  |  |                               |  |
|                                      |                                         | Giovanni Guglielmo Friso d'Orange       | Enrico Casimiro II di Nassau-Dietz  |  |  |       |  |  |                                      |  |  |                               |  |
|                                      |                                         | Giovanni Guglielmo Friso d'Orange       | Enrico Casimiro II di Nassau-Dietz  |  |  |       |  |  |                                      |  |  |                               |  |
|                                      |                                         | Giovanni Guglielmo Friso d'Orange       | Enrichetta Amalia di Anhalt-Dessau  |  |  |       |  |  |                                      |  |  |                               |  |
| Amalia di Nassau-Dietz               |                                         | Giovanni Guglielmo Friso d'Orange       |                                     |  |  |       |  |  |                                      |  |  |                               |  |
|                                      |                                         | Maria Luisa d'Assia-Kassel              | Carlo I d'Assia-Kassel              |  |  |       |  |  |                                      |  |  |                               |  |
|                                      |                                         | Maria Luisa d'Assia-Kassel              | Carlo I d'Assia-Kassel              |  |  |       |  |  |                                      |  |  |                               |  |
|                                      |                                         | Maria Luisa d'Assia-Kassel              | Amalia di Curlandia                 |  |  |       |  |  |                                      |  |  |                               |  |
| Guglielmo di Baden                   |                                         | Maria Luisa d'Assia-Kassel              |                                     |  |  |       |  |  |                                      |  |  |                               |  |
|                                      | Christian Heinrich Geyer von Geyersberg | …                                       |                                     |  |  |       |  |  |                                      |  |  |                               |  |
|                                      | Christian Heinrich Geyer von Geyersberg | …                                       |                                     |  |  |       |  |  |                                      |  |  |                               |  |
|                                      | Christian Heinrich Geyer von Geyersberg | …                                       |                                     |  |  |       |  |  |                                      |  |  |                               |  |
| Ludwig Heinrich Geyer von Geyersberg | Christian Heinrich Geyer von Geyersberg |                                         |                                     |  |  |       |  |  |                                      |  |  |                               |  |
|                                      |                                         | Christianne Philippa von Thümel         | …                                   |  |  |       |  |  |                                      |  |  |                               |  |
|                                      |                                         | Christianne Philippa von Thümel         | …                                   |  |  |       |  |  |                                      |  |  |                               |  |
|                                      |                                         | Christianne Philippa von Thümel         | …                                   |  |  |       |  |  |                                      |  |  |                               |  |
| Luisa Carolina Geyer di Geyersberg   |                                         | Christianne Philippa von Thümel         |                                     |  |  |       |  |  |                                      |  |  |                               |  |
|                                      |                                         | Johann Rudolph von Hedwiger von Sponeck | …                                   |  |  |       |  |  |                                      |  |  |                               |  |
|                                      |                                         | Johann Rudolph von Hedwiger von Sponeck | …                                   |  |  |       |  |  |                                      |  |  |                               |  |
|                                      |                                         | Johann Rudolph von Hedwiger von Sponeck | …                                   |  |  |       |  |  |                                      |  |  |                               |  |
| Maximiliana Christiane von Sponeck   |                                         | Johann Rudolph von Hedwiger von Sponeck |                                     |  |  |       |  |  |                                      |  |  |                               |  |
|                                      |                                         | Wilhelmine Louise von Hoff              | …                                   |  |  |       |  |  |                                      |  |  |                               |  |
|                                      |                                         | Wilhelmine Louise von Hoff              | …                                   |  |  |       |  |  |                                      |  |  |                               |  |
|                                      |                                         | Wilhelmine Louise von Hoff              | …                                   |  |  |       |  |  |                                      |  |  |                               |  |
|                                      |                                         | Wilhelmine Louise von Hoff              |                                     |  |  |       |  |  |                                      |  |  |                               |  |